# Zizou Bergs
Zizou Bergs (født 3. juni 1999 i Lommel, Belgien) er en professionel tennisspiller fra Belgien.